# Xã Palestine, Quận Cooper, Missouri
Xã Palestine (tiếng Anh: Palestine Township) là một xã thuộc quận Cooper, tiểu bang Missouri, Hoa Kỳ. Năm 2010, dân số của xã này là 396 người.